# 棘鰭後旗月魚
棘鰭後旗月魚為輻鰭魚綱月魚目旗月魚科的其中一種，分布於印度太平洋區，包括澳洲、紐西蘭、日本、夏威夷群島及莫三比克等海域，為深海魚類，棲息深度40-240公尺，體長可達28公分。